# Slapjack
Slapjack är ett engelskt kortspel för barn. Spelet ställer inga andra krav på spelskicklighet än en snabb observationsförmåga och snabba reflexer. 
Deltagarna har varsin korthög framför sig med baksidan uppåt, och turas om med att vända upp det översta kortet och lägga detta med framsidan uppåt mitt på bordet. Om det senast uppvända kortet är en knekt, gäller det att bli den som först lägger sin hand på knekten. Denna spelare vinner alla kort som ligger mitt på bordet. 
Den som till sist sitter med samtliga kort har vunnit spelet. 